# Afghan Wireless

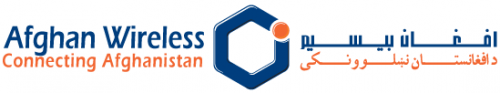
Logotipo de Afghan Wireless

Afghan Wireless Communication Company, también conocida como Afghan Wireless y AWCC, es la primera compañía de comunicaciones inalámbricas de Afganistán. Fundada en 1998 tiene su sede en Kabul y cuenta con varias oficinas regionales. Afghan Wireless proporciona 4G LTE y otros servicios, como internet y pagos móviles a unos cinco millones de suscriptores en las 34 provincias de Afganistán. La compañía tiene alianzas con 425 redes de operadores en 125 países. Fundada en 2002 por Ehsan Bayat, Afghan Wireless es una empresa conjunta deTelephone Systems International y el Ministerio de Comunicaciones de Afganistán. 

## Historia

### Fundación y licencia
En 1998, el empresario de telecomunicaciones afgano-estadounidense Ehsan Bayat obtuvo una licencia exclusiva del gobierno talibán de Afganistán para crear una empresa conjunta con el Ministerio de Comunicaciones del país, que recibió el 20% de propiedad. El acuerdo había sido negociado por inversores de los Estados Unidos, Gran Bretaña y Suecia. Afghan Wireless Communications Company, o AWCC, se estableció como una subsidiaria de Telephone Systems International, y los empresarios británicos Stuart Bentham y Lord Michael Cecil proporcionaron respaldo financiero. En junio de 1999, los talibanes otorgaron a Afghan Wireless un monopolio de 15 años sobre el tráfico de teléfonos celulares en Afganistán, y dentro del año Afghan Wireless volvió a habilitar el código de llamadas internacionales de Afganistán. En 1999 y 2000 la compañía estableció centrales telefónicas digitales en las ciudades de Kabul y Kandahar, reemplazando las obsoletas centrales telefónicas manuales en las que las telecomunicaciones del país habían dependido durante mucho tiempo. 
Aunque los talibanes fueron derrocados por una invasión estadounidense en 2001, Afghan Wireless fue, sin embargo, la primera compañía con licencia para proporcionar servicios inalámbricos GSM en Afganistán. Con el levantamiento del embargo comercial, Afghan Wireless trajo tecnología de proveedores estadounidenses como WorldCom, TECORE Wireless Systems y AirNet Communications Corporation. El líder interino afgano Hamid Karzai hizo públicamente la primera llamada telefónica el 6 de abril de 2002, llamando y hablando con el embajador afgano ante las Naciones Unidas en la ciudad de Nueva York. A medida que la red se hizo pública utilizando una plataforma prepaga, se instalaron cabinas telefónicas para aquellos que no pueden pagar teléfonos celulares. En junio de 2002, Argent Networks en Nueva Zelanda fue contratada para ayudar a Afghan Wireless a desarrollar su red móvil GSM. Al año siguiente, Argent también desarrolló un sistema de facturación para la red  y comenzaron a aparecer empresas competidoras como Roshan. 

### Crecimiento y demandas de propietarios
En 2002, Bayat supuestamente intentó comprar a Cecil y Bentham, pero las ofertas fueron descartadas como "irrisorias". Bayat y Afghan Wireless posteriormente demandaron a Cecil y Bentham por supuestamente malversar dinero de la compañía. Cecil, Bentham y otros dos inversores fundadores presentaron una demanda contraria, alegando que no habían recibido más de £ 250 millones en acciones vencidas y alegando "fraude, engaño, incumplimiento de contrato y conspiración". El caso fue desestimado de los tribunales estadounidenses  y finalmente oculto de los registros públicos y desestimado a favor de Bayat en los tribunales británicos en agosto de 2011. 
A partir de 2006, Afghan Wireless fue una de las cinco compañías con torres dañadas y destruidas por los talibanes, y los talibanes exigieron que las compañías de telecomunicaciones en el país limiten el servicio. Se informó que los ataques se detuvieron en 2009, y The Globe and Mail explicó que "el descontento público con las interrupciones del servicio abrumaba las afiliaciones religiosas o tribales". En junio de 2008, Afghan Wireless informó que tenía 2 millones de suscriptores en las 34 provincias de Afganistán. La compañía tenía alrededor de 5 millones de usuarios en 2009. En 2011 Afghan Wireless seguía siendo propiedad parcial del Ministerio de Comunicaciones afgano, que mantiene una participación del 10-20%. 

### Alegaciones de enlaces de inteligencia estadounidenses
En un informe de 2011 del editor colaborador de Vanity Fair, David Rose, se alegó que Afghan Wireless estaba vinculado a un proyecto de inteligencia estadounidense llamado Operation Foxden, una Oficina Federal de Investigación y Agencia de Seguridad Nacional que intentaba interceptar la infraestructura de Afghan Wireless para la recolección de inteligencia en el Régimen talibán. Aunque supuestamente autorizado para proceder el 8 de septiembre de 2001, la Operación Foxden fue discutida por los ataques del 11 de septiembre y la invasión de Afganistán. Rose afirmó que en las etapas de planificación de la operación, el FBI y la NSA ayudaron a transferir la propiedad de Afghan Wireless a una compañía fantasma, Netmobile, enLiechtenstein , para circunnavegar la prohibición de la Orden Ejecutiva 13129 de 1999 sobre ciudadanos estadounidenses que hacen negocios con los talibanes. En respuesta al artículo, Bayat negó que las agencias de inteligencia estadounidenses estuvieran detrás del cambio de titularidad y que "por el contrario, el gobierno de los Estados Unidos rechazó mi solicitud de exención de las sanciones estadounidenses". Bayat también negó que él o sus compañías hayan actuado ilegalmente, hayan instalado escuchas telefónicas o hayan actuado como "un agente, informante o espía".

## 2010s
Afghan Wireless lanzó una función de dinero móvil en 2012 que involucra biometría. En 2017, el Ministerio de Finanzas de Afganistán otorgó a Afghan Wireless el premio al "Mejor contribuyente grande". 
Afghan Wireless anunció que había lanzado el primer servicio 4G LTE en Afganistán en mayo de 2017, reclamando su posición como el mayor empleador privado del país, con 8,000 empleados. Ese año, la compañía también se asoció con 425 redes inalámbricas repartidas en 125 países, con cinco millones de clientes y cobertura en las 34 provincias de Afganistán.
En febrero de 2018, Afghan Wireless anunció que su servicio de pago móvil podría usarse en las facturas de electricidad. Al mes siguiente, la compañía firmó un nuevo acuerdo de licencia con la Autoridad Reguladora de Telecomunicaciones de Afganistán (ATRA) para la instalación y operación de una red de fibra óptica. En abril de 2018, Afghan Wireless seguía siendo la única compañía de comunicaciones móviles en el país que brindaba 4G LTE HD y, ese mes, aumentó la asistencia salarial a sus empleados que asistían a la Universidad de Kardan y la Universidad de Rana. 
En agosto de 2018, AWCC lanzó Khazana, un servicio de suscripción de noticias y medios basado en SMS.
En octubre de 2018, Afghan Wireless lanzó el servicio 4.75G + en la ciudad de Kandahar, actualizando a los suscriptores de 4G a su servicio de mayor velocidad.
A partir de diciembre de 2018, la aplicación AWCC My Money se destacó como el servicio de pago móvil más grande en Afganistán. 
En enero de 2019, en cooperación con el miembro del Grupo del Banco Mundial, el programa Lighting Afganistán de la Corporación Financiera Internacional (CFI); AWCC lanzó su servicio eléctrico de pago por uso (PAYG), que según se informa es el primer servicio eléctrico de energía solar fuera de la red de Afganistán. 